# Jules-Charles Le Bozec
Pour les articles homonymes, voir Le Bozec.
Jules-Charles Le Bozec, né le 7 septembre 1898 à Saint-Mayeux (Côtes-du-Nord) et mort le 24 octobre 1973 à Rostrenen (Côtes-du-Nord), est un sculpteur et céramiste français.

## Biographie
Jules-Charles Le Bozec est élève à l'école des beaux-arts de Rennes, puis à l'École des beaux-arts de Paris où il est admis dans l'atelier de Jean Boucher, auquel il voue un profond respect mêlé d'affection. Il est également apprenti chez l'ébéniste Alfred Ély-Monbet à Caurel.
Il est membre du groupe d'artistes bretons Seiz Breur qui, dans l'entre-deux-guerres, se consacre à la rénovation des arts décoratifs en Bretagne. Le Bozec est, par ailleurs, l'un des cofondateurs, avec James Bouillé et Xavier de Langlais, de l'Atelier breton d'art chrétien « An Droellen ».
Il vit et travaille à Mellionnec. Sculpteur de renom, il reçoit de nombreuses commandes pour les églises et chapelles de Bretagne notamment des bas-reliefs pour les autels, ainsi que des monuments aux morts, édifiés en grand nombre dans cette période de l'Entre-deux-guerres ; par exemple il sculpte les bas-reliefs du Mémorial aux bretons morts pour la France de Sainte-Anne-d'Auray.
En 1927, en collaboration avec le peintre René-Yves Creston (1898-1964), il dessine les costumes de trois pièces de théâtre : Ar C'hornandoned (Les Korrigans) des abbés Job Le Bayon et Jean-Marie Perrot, Tog Jani (Le chapeau de Jeanne) d'Yves Le Moal, et Lina de Roparz Hemon, dont la première représentation a lieu en janvier 1927. En 1928 il obtient une médaille au Salon des Artistes français pour son œuvre La Terre.
Certaines des œuvres de Jules-Charles Le Bozec sont éditées par la Faïencerie HB-Henriot de Quimper, parmi lesquelles La Femme à la bêche (vers 1930) — qui est une réduction de La Terre, sculpture exposée au Salon de 1927 — et une Méditation, reprenant le buste de l'Arracheuse de pommes de terre.
En 1934 il sculpte la statue de Notre-Dame de Timadeuc dans l'abbaye du même nom. En 1937, il réalise les sculptures de la chapelle de Koat-Keo à Scrignac (Finistère), construite par l'architecte James Bouillé à l'initiative de l’abbé Jean-Marie Perrot, fondateur du Bleun-Brug, considérée comme un exemple significatif de la recherche d’une création architecturale bretonne moderne.
En 1946, il sculpte dans le granite la Statue de Notre-Dame de Kerdro à Locmariaquer. Haute de 2,70 mètres, elle est conservée dans l'église jusqu'en 1972, date à laquelle elle est érigée à la pointe de Kerpenhir pour remplacer une autre statue érigée en 1883 et détruite pendant la Seconde Guerre mondiale.